# Кривское сельское поселение (Рязанская область)
Кривское се́льское поселе́ние — муниципальное образование в Сараевском районе Рязанской области Российской Федерации.
Административный центр — село Кривское.

## История
Статус и границы сельского поселения установлены Законом Рязанской области от 7 октября 2004 года № 94-ОЗ «О наделении муниципального образования - Сараевский район статусом муниципального района, об установлении его границ и границ муниципальных образований, входящих в его состав»

## Население
| 2010 | 2012  | 2013  | 2014  | 2015  | 2016 | 2017 |
| ---- | ----- | ----- | ----- | ----- | ---- | ---- |
| 1109 | ↘1092 | ↘1068 | ↘1055 | ↘1020 | ↘998 | ↘991 |
| 2018 | 2019  | 2020  | 2021  |       |      |      |
| ↗994 | ↘971  | ↘934  | ↗1031 |       |      |      |

## Состав сельского поселения
| № | Населённый пункт | Тип населённого пункта       | Население |
| - | ---------------- | ---------------------------- | --------- |
| 1 | Заречье          | посёлок                      | 28        |
| 2 | Кривское         | село, административный центр | ↘1036     |
| 3 | Призыв           | посёлок                      | 2         |
| 4 | Пробуждение      | посёлок                      | 6         |
| 5 | Шишковка         | деревня                      | 37        |